# Königswagen (Norwegen) von 1862
Der Norwegische Königswagen von 1862 ist ein Salonwagen für den norwegischen König, der 1862 zur Eröffnung der Kongsvingerbane beschafft wurde.

## Geschichte

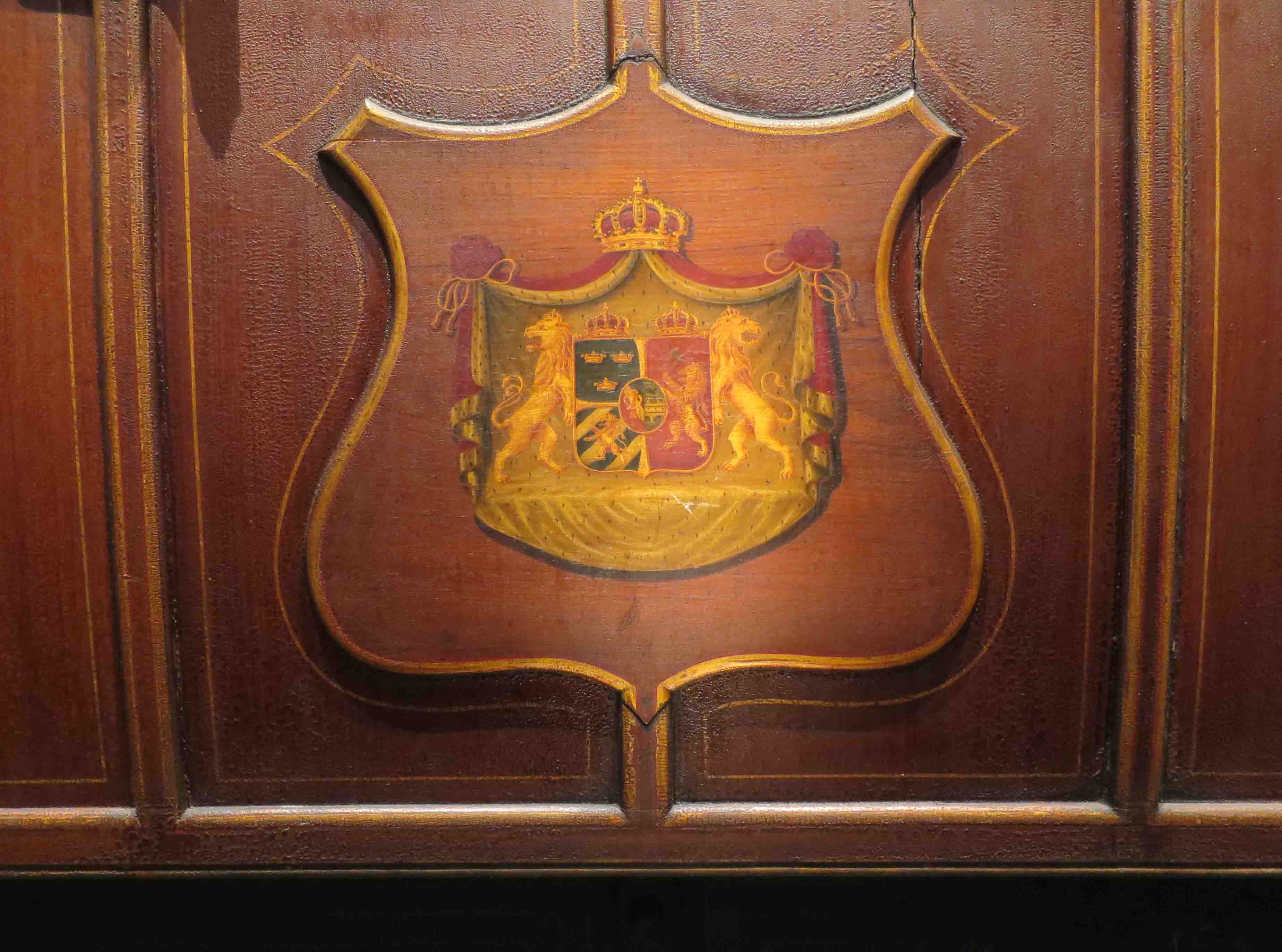
Schwedisch / norwegisches Allianzwappen am norwegischen Königswagen von 1862

Den Wagen baute Wright & Sons in Birmingham. Norwegen war 1814 bis 1906 mit Schweden in einer Personalunion verbunden, der 1862 regierende König, Karl XV., zugleich als Karl IV. norwegischer König. Die Kongsvingerbane war als Teil der kürzesten Verbindung zwischen den beiden Hauptstädten, Stockholm und Kristiania (heute: Oslo), auch politisch von hoher Bedeutung und der König weihte sie persönlich ein. Der Lückenschluss zwischen den beiden Ländern wurde aber erst 1865 fertiggestellt, so dass der König – der sonst seinen schwedischen Salonwagen hätte nutzen können – für die Eröffnung der mit dem schwedischen Netz noch nicht verbundenen Kongsvingerbane einen eigenen, norwegischen Salonwagen brauchte.
Ab 1865 konnte der König dann bei Bahnreisen in Norwegen auf die schwedischen Fahrzeuge zurückgreifen. Da es sich um einen Kutschenwagen handelt, der nicht mit den später verwendeten Kupplungen und Puffern kompatibel war, kam der Wagen in der Praxis nicht zum Einsatz. Als die Personalunion 1906 aufgelöst wurde, war das Fahrzeug von 1862 völlig veraltet und der neue König erhielt einen neuen Salonwagen. Der norwegische Königswagen von 1862 wurde aber aufbewahrt und auf der Jubiläumsausstellung in Frogner 1914 und der Bergenausstellung 1928 gezeigt. Zum 100-jährigen Jubiläum der Eisenbahn in Norwegen nutzten ihn noch einmal König Håkon VII. und Kronprinz Olav.
Der Wagen gehört heute zur Sammlung des Norwegischen Eisenbahnmuseums in Hamar und ist dort in der Dauerausstellung zu sehen.

## Ausstattung
Der Wagen läuft auf zwei Achsen und wurde für normalspurige Strecken gebaut. Das Innere besteht im Wesentlichen aus einem Salon. Darüber hinaus hat er einen kleinen Nebenraum, in dem sich ein Waschbecken und eine Toilette, letztere unter einem Sofa-Polster versteckt, befinden. Die Möbel sind mit Seide bespannt, die Wände innen mit Leinen, das ein Blumenmuster trägt.